# カブシラン山脈
カブシラン山脈（カブシランさんみゃく、Cabusilan Mountains）は、フィリピン北部ルソン島にある山脈で、北から続くサンバレス山脈の一部で、バターン半島にもかかっている。1991年に噴火したピナトゥボ山（Mt. Pinatubo：1,759m）を抱えている。周辺にはアンヘレス、オロンガポ、オラニなどの都市がある。